# Mercedes-Benz Dieselschlepper OE
Der Mercedes-Benz Dieselschlepper OE ist ein Traktor der Marke Mercedes-Benz, den Daimler-Benz im Frühjahr 1928 auf der Internationalen Automobil-Ausstellung (IAA) in Berlin vorstellte. Er wurde ab Mai desselben Jahres angeboten. Mit einer ganzen Reihe neuer technischer Details erleichterte er das landwirtschaftliche Arbeiten.

## Entstehungsgeschichte
Bereits 1902 hatte die Daimler-Motoren-Gesellschaft (DMG) in Berlin für ihre Universal-Lokomobile den ersten Preis der Deutschen Landwirtschafts-Gesellschaft erhalten. Die volle Ackertauglichkeit war freilich erst mit dem 1913 vorgestellten „Motorpflug Modell Daimler“ erreicht: Der 6,6 Tonnen schwere Gelenkpflug war vom Prinzip des Schleppers mit Pfluganhänger, wie er sich in den zwanziger Jahren dann allgemein durchsetzen sollte, nicht weit entfernt. 1921 stellte DMG schließlich einen solchen, gut fünf Meter langen und vier Tonnen schweren „Pflug-Schlepper“ vor.
Nach der Fusion von Benz & Cie. und der Daimler-Motoren-Gesellschaft zur Daimler-Benz AG 1926 sprach dann alles für das Modell des vormaligen Konkurrenten. Den Ausschlag gab jener Dieselmotor, den Benz schon 1922 in einen Dreiradschlepper eingebaut hatte. Diesen Schlepper mit einem einzigen, walzenartigen Antriebsrad von 1,40 Meter Durchmesser hatte Benz unmittelbar nach dem Ersten Weltkrieg gemeinsam mit dem Münchener Motoren- und Traktorhersteller Sendling entwickelt und erstmals bei der Landwirtschaftsausstellung in Königsberg 1922 ausgestellt und verkauft. Der Versuch mit dem Rohölmotor galt zunächst eher der praktischen Erprobung des Vorkammerdiesels, ein Jahr bevor dieser erstmals in einen Lkw eingebaut wurde. Doch auch der Dieselschlepper wurde ein voller Erfolg.
Zwei weitere Einheiten folgten, bevor der dieselgetriebene Benz-Sendling-Eintriebradschlepper S6 im Jahr darauf in Serie ging. Bis 1925 war das erste Hundert an den Mann gebracht, und 200 weitere Exemplare kamen nach. Insgesamt konnte Benz-Sendling bis Anfang der dreißiger Jahre 1188 Einheiten des dreirädrigen Zugpferds verkaufen.
Als Hauptgrund für den Eintriebradpflug – oder den sehr ähnlichen Pflugschlepper von Daimler mit zwei eng nebeneinander angeordneten Hinterrädern – galt, dass auf diese Weise ein Differentialgetriebe eingespart werden konnte. Sehr bald schon stellte sich indes heraus, dass dieser Vorzug mit einer erhöhten Kippgefahr erkauft war. So entwickelte Benz-Sendling ebenfalls bereits 1923 den Vierrad-Dieselschlepper BK, der auch in einer Straßenversion mit Vollgummireifen zu haben war. Er war der direkte Vorläufer des OE.
Benz-Sendling hatte seine Schlepper zuletzt bei Komnick in Ostpreußen herstellen lassen: Die Bezeichnung „BK“ deutet an, dass es sich um einen Benz-Dieselmotor auf einem Komnick-Fahrgestell handelt. Der OE hingegen sollte in Stuttgart-Untertürkheim gefertigt werden.
Die Weltwirtschaftskrise setzte der Kaufkraft der Kunden klare Grenzen. Der Daimler-Benz-Dieselmotor versprach niedrige Betriebskosten und damit erfolgreich zu sein. Dies veranlasste das Unternehmen 1928 den OE gegen die einheimischen Schlepperhersteller ins Feld zu schicken. Der erhoffte Erfolg blieb jedoch aus – bereits 1935 und nach nur rund 380 gebauten Exemplaren wurde die Produktion des Schleppers eingestellt.

## Technik

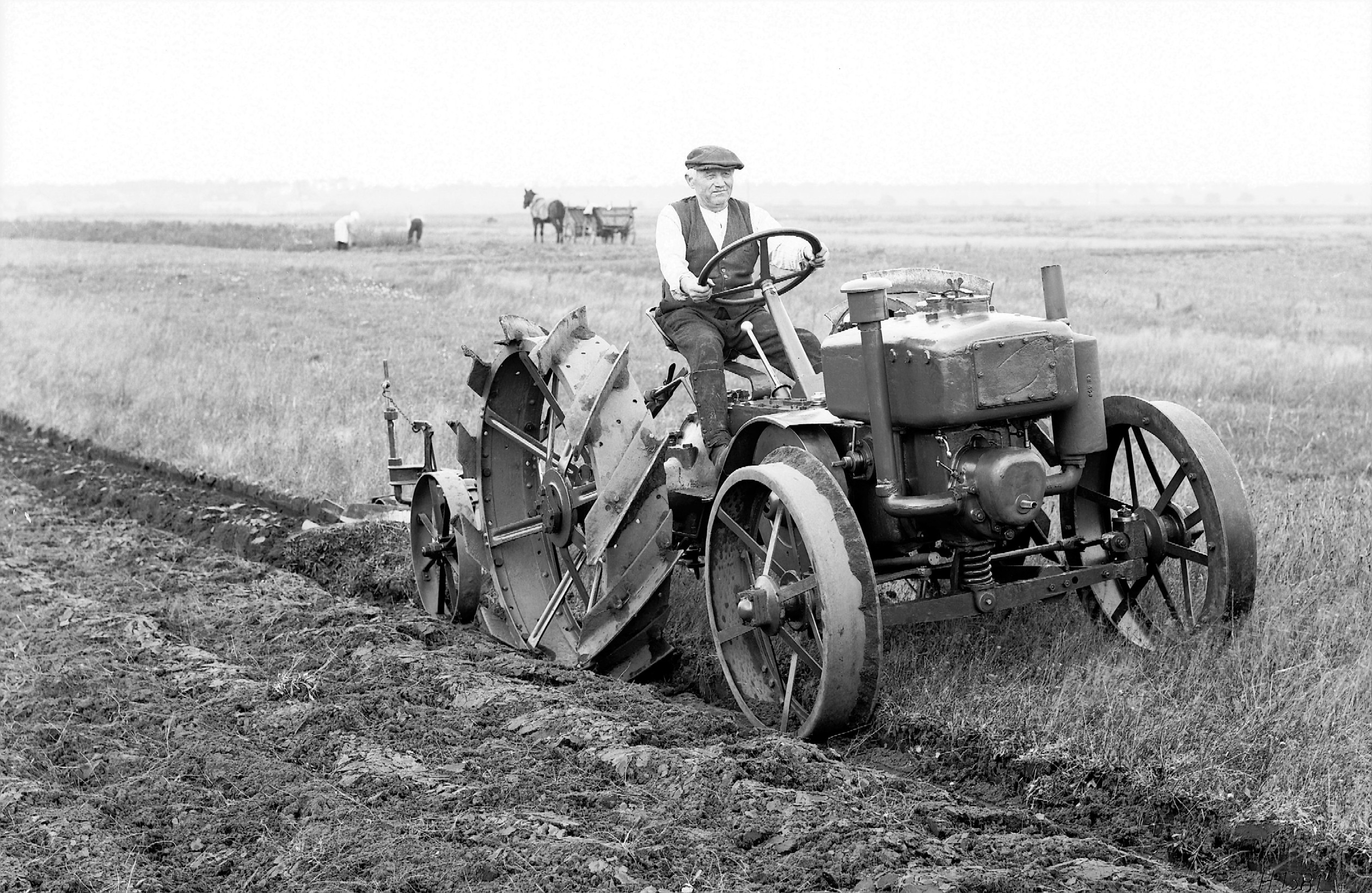
Dieselschlepper mit winkelbesetzten Flacheisenrädern für den Ackerbau

Dieselschlepper aus dem ersten Produktionsjahr besitzen einen liegend eingebauten Einzylinder-Dieselmotor mit Vorkammereinspritzung und 3433 cm³ Hubraum, der eine Leistung von 24 PS hat (18 kW). Ab 1929 baute der Hersteller einen größeren Motor mit 4239 cm³ Hubraum ein, der 26 PS (19 kW) bei 800/min leistet. Hinsichtlich der Kraftstoffqualität ist der Motor relativ anspruchslos. Neben Diesel eignen sich auch andere vergleichbare Treibstoffe und sogar Rohöl für den Betrieb. Der Motor verfügt über einen Drehzahlregler, der von der Nockenwelle angetrieben wird. Die Kraftübertragung zum Getriebe mit 3 Vorwärtsgängen und einem Rückwärtsgang erfolgt über eine im linken Schwungrad eingebaute Kupplung. Einen elektrischen Anlasser hat der Dieselschlepper noch nicht. Er muss mit Zündpatrone und Anlasskurbel gestartet werden. Eine Dekompressionseinrichtung erleichtert den Startvorgang.
Zu Beginn baute der Hersteller den Schlepper nur mit Verdampfungskühlung mit einem 110-Liter-Wasserbehälter. Mit dem Einbau des größeren Motors ab 1929 konnten die Kunden statt der Verdampfungskühlung auch eine Thermosiphonkühlung bestellen. Die enge Verbindung von Motor und Getriebe in einem einzigen, verwindungssteifen Gehäuse (rahmenlose Blockbauweise) kommt der effizienten und dauerhaften Druckumlaufschmierung zugute. Im Vergleich zu einem Ketten-, Ritzel- oder Schneckenantrieb erwies sich zudem die direkte Kraftübertragung vom Getriebe auf die Hinterräder mittels Stirnrädern als sehr haltbar. Zwei große, leicht abnehmbare Wartungsklappen bieten im Bedarfsfall leicht Zugang zu dem staubdicht ausgebildeten Getriebegehäuse. Ebenso einfach gestaltet sich der Wechsel der aus einer speziellen Gusseisenlegierung mit Chrom- und Nickelzusätzen gefertigten Zylinderlaufbuchse, wenn diese ausgeschlagen ist.
Bei der Bereifung konnten die Kunden zwischen Flacheisenreifen mit einem Durchmesser von 1,30 Meter für den Ackerbau und schweren Scheibenrädern aus Grauguss mit doppelter Elastikbereifung oder Luftbereifung für den Straßenbetrieb wählen. Die Eisenreifen sind mit diagonal angeordneten Winkelgreifern besetzt und für Moorböden kann eine Verbreiterung angebracht werden.
Der Dieselschlepper misst in der Länge 2360 mm, in der Breite 1720 mm und in der Höhe 1650 mm. Die Spurweite liegt vorne bei 1340 mm und hinten bei 1480 mm, der Radstand beträgt 1700 mm und der Wendekreis 4 Meter. Je nach Ausführung hat der Schlepper ein Gewicht von 2560 kg (Acker) bis 3200 kg (Straße) bei einer Achslastverteilung von 60 % hinten und 40 % vorne.
Im ersten Gang erreicht der Dieselschlepper 3,2 km/h, im zweiten 4,5 km/h und im dritten 6,2 km/h. Mit der Hartgummibereifung waren im dritten Gang bis zu 15 km/h möglich.

## Anwendungsgebiete
Der große Nachteil früherer Motorpflüge war, dass sie infolge der festen Verbindung von Pflug und Antrieb nur für die schwere Arbeit des Pflügens geeignet waren. Der Universalschlepper OE konnte mehr: Ein Zapfwellenantrieb brachte Mähmaschinen, Kartoffelroder, Rübenheber und Sortierer in Schwung. Darüber hinaus ließ sich zum Antrieb stationärer Maschinen eine Riemenscheibe montieren, deren Drehzahl sich zwischen 300 und 800 Umdrehungen pro Minute regulieren ließ. Auf diese Weise diente der Traktor auch als Antrieb für Pumpen, Kreissägen, Dresch- und Häckselmaschinen, Schrotmühlen oder Dynamos.
Beim Tiefpflügen bearbeitete er an einem zehnstündigen Arbeitstag sechs bis acht preußische Morgen (ca. 1,5–2 ha), beim Saatpflügen mit zwei- bis dreischarigem Pflug waren es zehn bis zwölf Morgen, während er beim Schälen mit fünfscharigem Schälpflug 20 bis 25 Morgen erreichte. Bis zu 40 Morgen täglich beackerte er beim Grubbern und Eggen.

## Preise und Betriebskosten
Bei Einführung kostete der Schlepper 6600 Reichsmark – allerdings senkte Daimler-Benz den Preis später auf 5900 RM. Auf das Jahr 1928 bezogen entsprechen diese Summen kaufkraftbereinigt in heutiger Währung ca. 28.600 bzw. 32.200 Euro.
Zwischen 20 Pfennig beim Grubbern und Eggen und 80 bis 90 Pfennig beim Tiefpflügen musste der Landwirt für die Bearbeitung eines Morgens Ackerland kalkulieren. Zum wesentlich günstigeren Preis des Dieselöls kam ein gegenüber dem Benzinmotor um 30 Prozent geringerer Verbrauch, so dass sich schon bei einer jährlichen Auslastung von 1200 Betriebsstunden eine Ersparnis von 1500 RM ergab.

## Straßenschlepper-Version

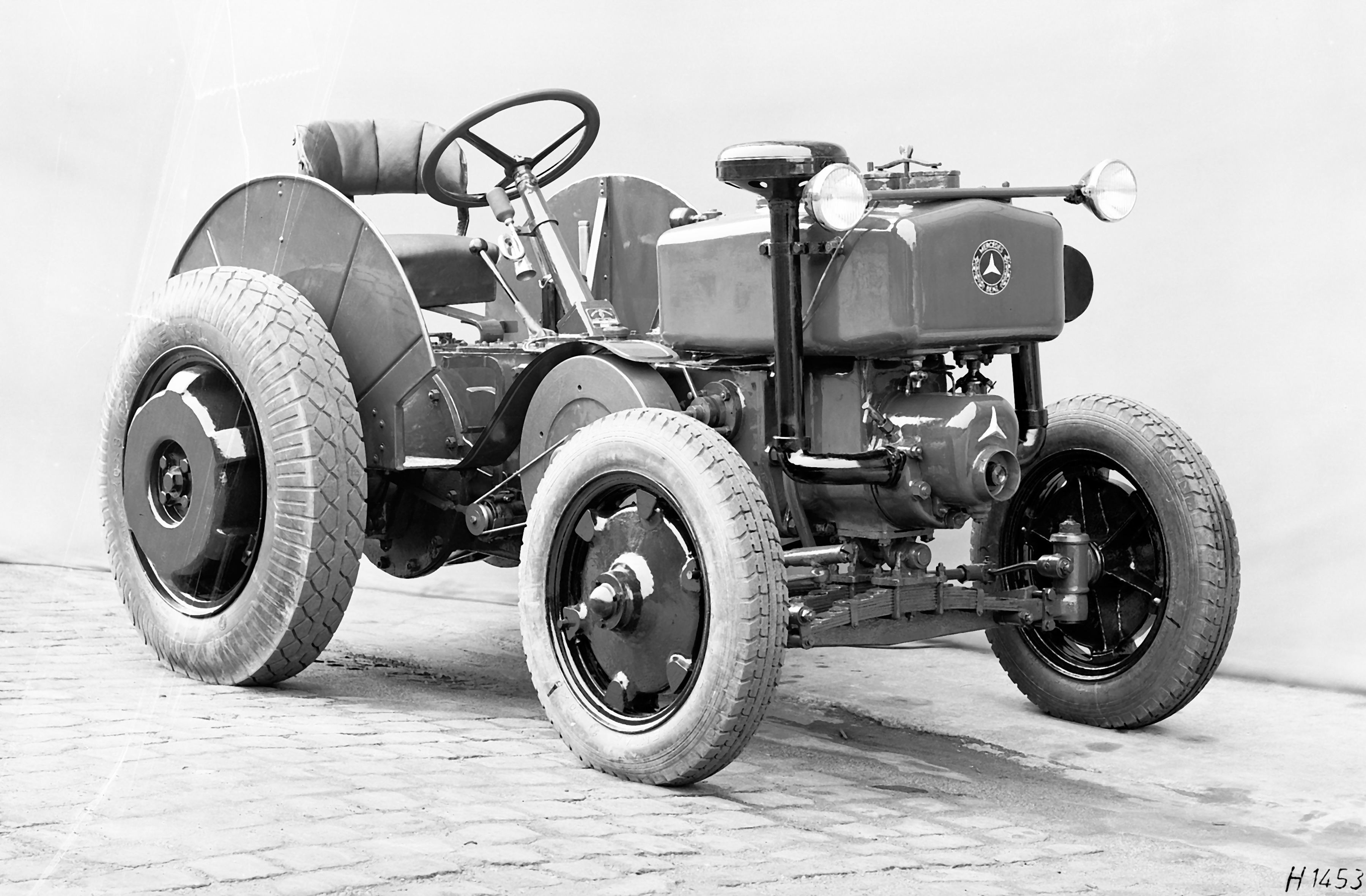
Straßenversion mit Luftreifen

Neben dem Ausführung für den Acker gab es aber auch eine Straßenschlepper-Version. Bei dieser traten Ganzmetallräder mit Vollgummi- oder auch Luftreifen an die Stelle der Flacheisenräder. Das Getriebe erhielt durch den Wechsel zweier Räder eine andere Übersetzung. Der Straßenschlepper schaffte je nach Anhängelast 10,6 oder 12,3, später bis zu 15 Kilometer pro Stunde. Hier konnte der Kunde je nach den individuellen Erfordernissen frei wählen: Im Normalfall zog der Schlepper auf ebener Straße im dritten Gang 15 Tonnen, bei größeren Lasten oder Steigungen ließ sich die Gesamtübersetzung entsprechend ändern.
Der Luftfilter war beim Straßenschlepper einfacher ausgeführt. Eine Riemenscheibe für den Antrieb stationärer Maschinen gab es gegen Aufpreis, ebenso wie eine Seilwinde im Heck, ein Verdeck mit seitlichem Wetterschutz sowie Petroleum-, Karbid- oder elektrische Lampen. Dank der Wartungsklappen im Getriebegehäuse ließ sich der Dieselschlepper bei Bedarf auch nachträglich leicht in ein Straßenfahrzeug umwandeln: Es genügte, die vier Räder und zwei Zahnräder des Getriebes zu wechseln. Später bot Daimler-Benz den Traktor unter der Bezeichnung „Kombinationsschlepper“ auch mit einem doppelten Radsatz und Zahnrädern zum Wechseln von Acker- auf Straßenbetrieb an.
Die Straßenversion wog mit 3,2 Tonnen deutlich mehr als die Ackerversion, insbesondere aufgrund der Bereifung.

## Technische Daten
Verbaut wurden zwei Motorvarianten:
1928–1929:
- Motor: 1 Zylinder, Diesel
- Hubraum: 3433 cm³
- Bohrung: 135 mm, Hub: 240 mm
- Leistung: 24 PS

1929–1935:
- Motor: 1 Zylinder, Diesel
- Hubraum: 4239 cm³
- Bohrung: 150 mm, Hub: 240 mm
- Leistung: 26 PS
- Max. Drehmoment: 28 kpm bei 400/min